# Papiermühle Marly
Die Papiermühle Marly am Unterlauf der Ärgera in Marly-Le-Grand südlich Freiburg im Üechtland war eine der ersten oder die erste Papiermühle der Schweiz. Sie war vom 15. Jahrhundert an bis 1921 in Betrieb, also rund 500 Jahre. Eine andere Papiermühle in der Schweiz, die in Belfaux, wird 1432 erstmals schriftlich erwähnt, aber auch diese wird älter sein.: S. 19 Welches nun wirklich der Standort der ältesten Papiermühle der Schweiz ist, bleibt nachfolgenden wissenschaftlichen Forschungen vorbehalten.

## Geschichte
Bereits zum Ende des 14. Jahrhunderts werden im Freiburger Bürgerbuch mehrere Papiermacher genannt. Schon zuvor hatten sich im Tal der Ärgera andere Gewerbebetriebe ansiedelt, so eine Schmiede, eine Sägerei, Mühlen und Hammerwerke. Obwohl die erste urkundliche Erwähnung des Betriebes im Rahmen einer Pachtverlängerung erst 1474 erfolgt ist, kann man von einem früheren Produktionsbeginn ausgehen, auch wenn 1411 als Gründungsjahr nicht belegt ist.: S. 19
Grundbesitzer der Papiermühle war die Familie Praroman, in anderen Quellen auch Perroman genannt, die sich auch im Papierhandel engagiert hatte. Im Jahre 1490 wird die Mühle als „d'ancienneté“ bezeichnet, das damals schon generationenwährende Tradition vermuten lässt. Als Betreiber der Mühle ist die Familie Arsent genannt, als Pächter ein Jean Granet, der 1474 besagte Urkunde unterzeichnet hat, in dem es um einen Liefervertrag ging. Als Wasserzeichen wurde damals bereits eine hängende Weintraube verwendet. Diese Tatsache ist überliefert, da es 1515 mit der Papiermühle La Glâne einen Rechtsstreit um das Wasserzeichen gegeben hat. Der Gerichtsentscheid ging zugunsten der Papiermühle Marly aus, der das alleinige Recht zum Führen dieses Wasserzeichen gestattete, während La Glâne fortan – wie auch schon vor 1445 – ein Schild an der Stange führte.: S. 20: S. 182 Für das Jahr 1733 wird in den Akten der Stadt Freiburg der Drucker Innocent Théodoric Hautt: S. 270, 1737 der Drucker Henry Ignace Nicomede Hautt: S. 278 und 1751 ein Niclaus Ackherman als Eigentümer der Papiermühle genannt.: S. 307
Die Papiermühle Marly ist die einzige, die durch die Jahrhunderte ihre Pfründe sichern und sich weiterentwickeln konnte. Höhepunkt seiner Zeitenläufte ist das 19. Jahrhundert gewesen, während die Neuerungen zu Beginn des 20. Jahrhunderts verpasst wurden. Der Betrieb konnte den allgemeinen Aufschwung nach dem Ersten Weltkrieg nicht realisieren und wurde vom immer internationaler werdenden Markt verdrängt. Seit dem 1. September 1920 ruhte die Produktion, 1921 wurde der Betrieb liquidiert.: S. 21

## Absatz
Über die gesamte Zeit dürfte der Absatz der hergestellten Papiere immer auf den Freiburger Raum beschränkt geblieben sein. Zunächst war die Papierproduktion im sich entwickelnden Buchdruckmarkt ein Verkäufermarkt. Die kontinuierlich steigende Nachfrage konnte nur mühsam befriedigt werden. Im Laufe des 15. und 16. Jahrhunderts war mit Produktionsverbesserungen und fallender Preise ein abgeschotteter Markt dienlich, der nur befreundete Handelsstädte bediente. Mit der Gegenreformation öffnete sich jedoch der Markt, weil Freiburg jetzt wichtiger Druckort wurde.: S. 34–35 Die lokal hergestellten Papiere blieben auch so regional beschränkt, da die Nachfrage entsprechend gross war. Erst die weitere Liberalisierung und Öffnung des Marktes durch bessere Handelswege richtete die Papiermühle zugrunde.: S. 21